# Беној
Беној (рус. Беной, чеч. Бена) је насељено место у Русији у Чеченији. Налази се у Ножај-јуртовском дистрикту рајону. Према попису из 2010. године у Беноју живи 1,216 људи.

## Познати становници
- Бајсангур бенојски, командант
- Адам Делимханов, политичар
- Султан Јамадајев, командант